# Radu Nor
Radu Nor, pseudonimul lui Josef Norbert Rudel, (n. 26 octombrie 1921, Cernăuți, România – d. 16 aprilie 2006, Petah Tikva, Israel) a fost un scriitor român și evreu de literatură științifico-fantastică și polițistă.

## Biografie
S-a născut ca Josef Norbert Rudel la 26 octombrie 1921, Cernăuți, Regatul României. A decedat la 16 aprilie 2006, Petah Tikva, Israel. Este fiul Reginei (n. Weber-Holzstein) și al lui Ahron Rudel. A studiat la școala primară și la liceul la Cernăuți. A studiat medicina la Timișoara, dar nu a absolvit. În 1972, Nor emigrează în Israel, unde își cariera de scriitor în limba germană. În 1975 pune bazele „Asociației scriitorilor israelieni de limbă germană”.

## Lucrări scrise

### Romane SF
- Drum printre aștri (Editura Tineretului, 1954, cu I. M. Ștefan) - este considerat primul roman științifico-fantastic românesc care a apărut după cel de-al Doilea Război Mondial.[3][4][5]  Ediția a II-a, Editura Tineretului, 1956. Ediția a III-a, Editura Tineretului, 1959. Traducere în limba rusă, Editura Tineretului, 1957.
- Robinsoni pe planeta oceanelor, Editura Tineretului, 1958, cu I. M. Ștefan
- Cei trei din Altair, Editura Tineretului, 1963
- Capitolul XXIII, Editura Tineretului, 1965

În „prefața” scrisă de profesorul Ator în octombrie 2999 acesta spune:  Capitolul XXIII, scris de prietenul și colaboratorul meu Sinac, cuprinde evenimente petrecute în anul 2001 și în cei imediat următori, când biologii creau în laborator primele organisme pluricelulare, când geologii străpungeau, pe întreaga ei grosime, scoarța terestră și când cosmonauții – cu prilejul unor expediții dincolo de hotarele sistemului solar – descopereau planetele stelei Toliman.
- Acțiunea Pirat, Editura Militară, 1970

### Romane polițiste
- Idolul de sticlă (1966)
- Reîntoarcerea păianjenului, Editura Militară, 1971
- Tridentul de aur, Editura Militară, 1972

### Colecții de povestiri
- Brâul albastru, Editura Tineretului, Colecția SF, 1968
- Mister în zece ipostaze, Editura Albatros, 1971

### Povestiri
- O întâmplare în împărăția zăpezilor, Editura Tineretului, 1959, cu I. M. Ștefan. Este considerată prima povestire științifico-fantastică pentru copii apărută după cel de-al Doilea Război Mondial.[2][5]
- Taina prințului Semempsis, Colecția „Povestiri științifico-fantastice” nr. 55 (cu I. M. Ștefan)
- Oceanul în flăcări (traducere în limba rusă), Iskateli-fantasticeskie prikliucenia, 1961
- Trei din Sirius (traducere în limba rusă), Inostrannaia literatura, 1962.
- Lumina vie, Colecția „Povestiri științifico-fantastice” nr. 185-186, 1963 (1962)
- Bătrânul și stelele, Colecția „Povestiri științifico-fantastice” nr. 257-258
- Misteriosul doctor Dobrotă, Colecția „Povestiri științifico-fantastice” nr. 271, 1968
- Hisper și coralii, Colecția „Povestiri științifico-fantastice” nr. 271, 1968
- Degeratul" (1968)
- Bătrînul se îmbolnăvește  (1968)
- Brîul albastru (1968)
- Cântecul pietrei (1968)
- Ghinionul lui Ottmar Essner (1968)
- Jups (1968)
- Lacrima zeului (1968)
- O aniversare (1968)
- Orașul de sub nisip (1968)
- Stația Hamatura? (1968)
- Ultimul baraj (1968)
- Un om neînsemnat (1968)
- Insula ceasului oprit, Colecția „Povestiri științifico-fantastice” nr. 344, 1971
- Amonalis (1971)
- Capcana cerului (1971)
- Cele trei chipuri ale lui Bonifaciu Rău? (1971)
- Inelul călătorului prin veacuri? (1971)
- Întreprinderea "Trandafirul albastru" (1971)
- Muzica sferelor (1971)
- Ochiul lui Argus (1971)
- Salt în beznă? (1971)
- Zidul invizibil (1971)

### Altele
- Călătorie în cer, Editura Științifică, 1962
- Marele magnet, Editura Științifică, 1963
- Dicționar Meteorologic – român, rus, francez, englez, german, spaniol – (împreună cu D. Țiștea și D. Bacinschi), Editura Tehnică, 1965.

## Legături externe
- Radu Nor, isfdb.org

## Vezi și
- Lista scriitorilor de literatură științifico-fantastică români
- I. M. Ștefan